# بخش کانیستئو، دوج کانتی، مینه سوتا
بخش کانیستئو (به انگلیسی: Canisteo Township) یک منطقهٔ مسکونی در ایالات متحده آمریکا است که در شهرستان دوج، مینه‌سوتا واقع شده‌است.
 بخش کانیستئو ۹۲٫۹ کیلومتر مربع مساحت و ۶۶۲ نفر جمعیت دارد و ۳۷۵ متر بالاتر از سطح دریا واقع شده‌است.